# If I Can't Have You (пісня Шона Мендеса)
"If I Can't Have You" - пісня канадського співака Шона Мендеса. Вона була випущена як сингл під лейблом Island Records 3 травня 2019 року. Музичне відео було випущено того ж дня. "If I Can't Have You" досягла номер один в Угорщині, а також першої п'ятірки в Австралії, Австрії, Канаді, Чехії, Данії, Малайзії, Новій Зеландії, Шотландії, Словаччині та США. 

## Чарти
| Чарт (2019)                               | Найвища позиція |
| ----------------------------------------- | --------------- |
| Австралія (ARIA)                          | 4               |
| Австрія (Ö3 Austria Top 75)               | 4               |
| Бельгія (Ultratop Flanders)               | 11              |
| Бельгія (Ultratop Wallonia)               | 30              |
| Бразилія (Brasil Charts)                  | 62              |
| Канада (Canadian Hot 100)                 | 2               |
| China Airplay/FL (Billboard)              | 4               |
| Чехія (Singles Digitál Top 100)           | 2               |
| Данія (Tracklisten)                       | 5               |
| Фінляндія (Suomen virallinen lista)       | 13              |
| Франція (SNEP)                            | 109             |
| Німеччина (Official German Charts)        | 14              |
| Угорщина (Single Top 40)                  | 1               |
| Угорщина (Stream Top 40)                  | 3               |
| Ісландія (Tonlist)                        | 17              |
| Ірландія (IRMA)                           | 7               |
| Італія (FIMI)                             | 31              |
| Японія (Japan Hot 100)                    | 27              |
| Малайзія (RIM)                            | 5               |
| Нідерланди (Dutch Top 40)                 | 8               |
| Нідерланди (Mega Single Top 100)          | 11              |
| Нова Зеландія (Recorded Music NZ)         | 4               |
| Норвегія (VG-lista)                       | 11              |
| Польща (Polish Airplay Top 100)           | 12              |
| Португалія (AFP)                          | 14              |
| Румунія (Airplay 100)                     | 80              |
| Шотландія (Official Charts Company)       | 3               |
| Словаччина (IFPI)                         | 91              |
| Словаччина (Singles Digitál Top 100)      | 2               |
| Словенія (SloTop50)                       | 13              |
| Південна Корея (Gaon)                     | 110             |
| Іспанія (PROMUSICAE)                      | 56              |
| Швеція (Sverigetopplistan)                | 10              |
| Швейцарія (Media Control AG)              | 8               |
| Велика Британія (Official Charts Company) | 9               |
| США (Billboard Hot 100)                   | 2               |
| США (Adult Contemporary) (Billboard)      | 21              |
| США (Adult Top 40) (Billboard)            | 9               |
| США (Hot Dance Airplay) (Billboard)       | 26              |
| США (Hot Dance Club Songs) (Billboard)    | 48              |
| США (Mainstream Top 40) (Billboard)       | 8               |

## Сертифікації
| Регіон | Сертифікація | Продажі |
| --- | ------------ | ------- |
| Австралія (ARIA)                                                                                                 | Золотий      | 35 000  |
| Канада (Music Canada)                                                                                            | Золотий      | 40,000  |
| Нова Зеландія (RIANZ)                                                                                            | Золотий      | 15 000  |
| ^відвантаження, що базуються лише на сертифікаціях · продажі+прослуховування, що базуються лише на сертифікаціях |              |         |